# Smash It Up
Smash It Up è un singolo del gruppo punk The Damned.
È stato il secondo pubblicato dall'album Machine Gun Etiquette ed è stato bandito dalla Radio 1 della BBC a causa dei suoi contenuti anarchici.
Nel 2004 Ace Records ha ristampato il singolo in versione cd con un'altra versione della canzone (inclusa nella precedente release della terza e quarta parte di Smash It Up).
Ha raggiunto la posizione #35 nelle classifiche inglesi.

## Smash It Upnella cultura di massa
È apparsa nel videogioco Driver: Parallel Lines come una traccia degli anni settanta.

## Tracce
1. Smash It Up - 2:52 (Scabies, Sensible, Vanian, Ward)
2. Burglar - 3:33 (Scabies, Sensible, Vanian, Ward)

### Versione del 2004
1. Smash It Up - 2:52 (Scabies, Sensible, Vanian, Ward)
2. Burglar  - 3:33 (Scabies, Sensible, Vanian, Ward)
3. Smash It Up Parts 1-4 - 8:43 (Scabies, Sensible, Vanian, Ward)
4. Smash It Up

## Formazione
- Dave Vanian - voce
- Captain Sensible - chitarra
- Rat Scabies - batteria
- Algy Ward - basso

## Cover
Nel 1995 la canzone è stata reinterpretata e pubblicata come singolo dagli Offspring nella colonna sonora del film Batman Forever.
La canzone ha raggiunto la posizione #16 nella Modern Rock Chart e la posizione #47 nella classifica Billboard Hot 100 Airplay.
È apparsa anche nell'EP del 1997 Club Me.

## Formazione
- Dexter Holland - voce e chitarra
- Noodles - chitarra
- Greg K - basso
- Ron Welty - batteria